# Hardangerjøkulen
Hardangerjøkulen est une calotte locale située à l'extrémité septentrionale du Hardangervidda dans le comté de Vestland en Norvège. C'est le sixième plus vaste glacier de Norvège  avec une superficie de 69,2 km2 en 2019. Les principales langues glaciaires sont Rembesdalskåka à l'ouest (qui descend jusqu'à 1 066 m d'altitude), Ramnabergbreen au nord, Bukkaskinnsbreen, Midtdalsbreen et Blåisen au nord-est, Torsteinsfonna à l'est et Austra et Vestra Leirebottsskåka au sud. Ce glacier est en régression rapide, perdant environ 10 % de sa surface par décennie et pourrait avoir totalement disparu avant 2100. Ainsi, l'altitude de la calotte atteignait 1 876 m en 1925, mais l'épaisseur de glace a diminué et le point culminant est maintenant un petit sommet rocheux dépassant du glacier et dont l'altitude est de 1 861 m. La calotte elle-même n'atteint en 2019 plus que 1 856 m. Il est facilement accessible depuis la gare de Finse, sur la ligne de chemin de fer Bergensbanen, qui passe juste au nord du glacier.
Hardangerjøkulen est un des lieux de tournage du film Star Wars, épisode V : L'Empire contre-attaque. Le glacier a été utilisé pour filmer certaines scènes se déroulant sur la planète Hoth.